# Platyroptilon inca
Platyroptilon inca är en tvåvingeart som beskrevs av Duret 1979. Platyroptilon inca ingår i släktet Platyroptilon och familjen platthornsmyggor.
Artens utbredningsområde är Peru. Inga underarter finns listade i Catalogue of Life.